# Иловица
Иловица (на македонска литературна норма: Иловица) е село в община Босилово на Северна Македония.

## География
Селото е разположено в Струмишкото поле, североизточно от Струмица.

## История
Църквата „Свети Димитър“ е построена в 1796 година, но по-късно е разрушена и построена наново в 1915 година.
През XIX век селото е със смесено население. В „Етнография на вилаетите Адрианопол, Монастир и Салоника“, издадена в Константинопол в 1878 година и отразяваща статистиката на населението от 1873 година, Иловище (Ilovichté) е посочено като село със 110 домакинства, като жителите му са 238 българи и 108 мюсюлмани. Според статистиката на Васил Кънчов („Македония. Етнография и статистика“) от 1900 година селото е населявано от 968 жители, от които 218 българи християни и 750 турци.
В началото на XX век цялото село е под върховенството на Българската екзархия. По данни на секретаря на екзархията Димитър Мишев („La Macédoine et sa Population Chrétienne“) през 1905 година в Иловища има 224 българи екзархисти.
Според преброяването от 2002 година селото има 1907 жители.
| Националност | Всичко |
| македонци    | 1611   |
| албанци      | 0      |
| турци        | 239    |
| роми         | 19     |
| власи        | 0      |
| сърби        | 1      |
| бошняци      | 0      |
| други        | 37     |

## Личности
Родени в Иловица
- Антим Митев Близнаков, български военен деец, младши подофицер, загинал през Първата световна война[6]
- Георги Димчев, Цветан Трендафилов и брат му, дейци на ВМРО[7]